# 曹泽毅
曹泽毅（1933年—），男，四川江津人，中国妇科肿瘤专家，曾任华西医科大学校长、教授、博士生导师，中华人民共和国卫生部副部长。